# 临涣站
临涣站是一个濉阜线上的铁路车站，位于安徽省淮北市濉溪县临涣镇，建于1971年，目前为四等站，邮政编码为235143。目前客运：办理旅客乘降；不办理行李、包裹托运；货运：办理整车货物发到；不办理整车爆炸品及整车一级氧化剂发到。